# Brian Vandborg
Brian Bach Vandborg (Snejbjerg, 4 dicembre 1981) è un ex ciclista su strada danese, professionista dal 2004 al 2013, era uno specialista delle gare a cronometro.

## Carriera
Prima di passare professionista fu campione nazionale a cronometro under-23 nel 2002 e nel 2003. Nel 2004 firmò il suo primo contratto da professionista con il Team CSC. Nel 2005 vinse la quarta tappa del Tour de Georgia, ma il resto della sua stagione fu rovinato dalla mononucleosi; l'anno dopo vinse il titolo di campione nazionale a cronometro e si classificò quarto al campionato mondiale di specialità.
Nel 2007 si trasferì alla Discovery Channel, nella quale correva tra gli altri Lance Armstrong, ma non ottenne risultati di rilievo. Dopo una breve parentesi nel 2008 con il team danese GLS-Pakke Shop, nel 2009 è passato alla Liquigas-Doimo. È rimasto tra le file della squadra italiana per due stagioni, partecipando anche a due Tour de France, accasandosi poi alla Saxo Bank-Sungard per la stagione 2011 e quindi, nel marzo 2012, alla SpiderTech powered by C10, formazione Professional Continental canadese.
Per l'annata sportiva 2013 è tornato a gareggiare con la divisa della Liquigas, divenuta Cannondale Pro Cycling, salvo poi ritirarsi al termine della stagione dopo essersi ritrovato senza un contratto per il 2014.

## Palmarès
- 2002

Campionati danesi, Prova a cronometro Under-23
- 2003

Campionati danesi, Prova a cronometro Under-23
- 2005

4ª tappa Tour de Georgia
- 2006

Campionati danesi, Prova a cronometro
- 2007

2ª tappa Tour de l'Ain
- 2008

3ª tappa Tour du Loir-et-Cher
- 2013

Campionati danesi, Prova a cronometro

### Altri successi
- 2006

Eindhoven Team Time Trial

## Piazzamenti

### Grandi Giri
- Giro d'Italia

2005: 140º
2007: ritirato
- Tour de France

2009: 116º
2010: 128º
2011: 125º
2013: 155º
- Vuelta a España

2004: ritirato

### Classiche monumento
- Liegi-Bastogne-Liegi

2013: ritirato
2013: 116º
- Giro di Lombardia

2007: ritirato
2011: 49º

### Competizioni mondiali
- Campionati del mondo

Zolder 2002 - In linea Under-23: 69º
Zolder 2002 - Cronometro Under-23: 23º
Hamilton 2003 - In linea Under-23: 36º
Hamilton 2003 - Cronometro Under-23: 8º
Verona 2004 - Cronometro: 12º
Madrid 2005 - Cronometro: 21º
Salisburgo 2006 - Cronometro: 4º
Stoccarda 2007 - Cronometro: 27º
- Giochi olimpici

Beijing 2008 - In linea: ritirato
Beijing 2008 - Cronometro: 33º